# شهرستان دیویس (میزوری)
شهرستان دیویس، میزوری (به انگلیسی: Daviess County, Missouri) یک سکونتگاه مسکونی در ایالات متحده آمریکا است که در میزوری واقع شده‌است.